# Thar Es-Souk
Thar Es-Souk (en arabe: طهر السوق) est une ville du Maroc. Elle est située dans la région Fès-Meknès.

## Informations générales
Thar souk est le chef-lieu de deux grandes tribus du nord du Maroc et plus exactement des pays des Jbala frontalières avec le RIF à savoir la tribu de Mernissa et la tribu de l'Ouergha. Elles sont séparées par l'oued Aziroun celui-même qui deviendra tout au long de son parcours Oued Ouergha.
Les deux tribus regroupent plusieurs communes et une seule municipalité. À Mernissa nous retrouvons : la municipalité de Thar souk et la commune de tameddite.
À l'Ouergha nous retrouvons la commune de Béni Ounjel/Tafraout et la commune de Fennassa bab Elhait.
Chacune de ces entités englobent un ensemble de douars qui forment à leur tour des Mechyakha qui appartiennent toutes à la Caida de Thar souk. Ce qui est valable pour Mernissa l'est aussi pour Ouerhga.
Pour ce qui est de l'infrastructure de l'enseignement, il faut reconnaitre que tahar souk, contrairement aux autres agglomérations de la province de Taounate a eu beaucoup plus de chance et ceci parce qu'elle faisait partie de la province de TAZA. Thar souk a son Lycée, deux collèges, Une ancienne école primaire datant des années 1940 et plusieurs secteurs scolaires avec des écoles satellites dans tous les Douars pratiquement. Cette implantation avait été rendue facile par un accès facile à tous les Douars grâce à des chemins tertiaires ouverts lors des travaux du seul et unique grand projet de développement du Rif Occidental au début des années soixante.
Ce projet a été initié par le gouvernement Marocain de l'époque en partenariat avec les pays de la CEE dans le but surtout de protéger le gharb des grandes crues de l'Ouergha surtout que la pluviométrie dans le Rif dépassait à l'époque les 1 000 mm par an.
Rien qu'à Mernissa, le projet a permis la mise en valeur de 2 000 ha par la plantation d'arbres fruitiers, oléagineux et forestiers. Cette couverture végétale a changé non pas l'aspect du territoire arborisé mais a permis aussi de rehausser le niveau de vie des habitants et leur a donné des tuyaux pour mieux rentabiliser leur terre. Le gharb en a certainement profité mais la région aussi surtout que l'érosion a presque été mise en veilleuse.

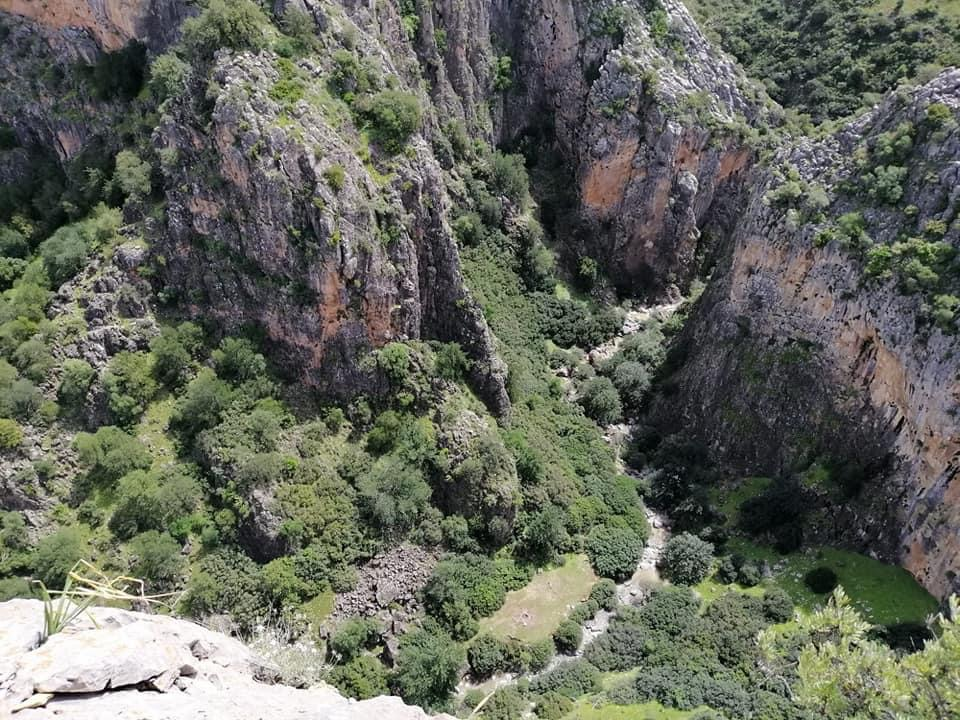
Oued Chaka thar es-souk

## Barrage Asfalou
Le barrage Asfalou fait partie des ouvrages programmés dans le cadre du plan directeur d’aménagement des ressources en eau des bassins du Sebou-Bouregreg-Oum Er Rbia. Il a pour but de renforcer le développement de l’irrigation dans le bassin de l’Ouergha, de produire près de 30 millions de kWh d’énergie et d’atténuer également le risque d’envasement du grand barrage Al Wahda. Le barrage Asfalou permet de régulariser près de 114 Mm3 par an principalement au profit des périmètres de PMH situés à l’aval.
Le barrage est réalisé sur l’oued Asfalou, affluent de l’oued Ouargha. Il draine un bassin versant de 560 km2 enregistrant des apports moyens annuels de l’ordre de 154 Mm3.
Les conditions topographiques du site ont poussé à la réalisation d’un ouvrage voûte à définition spirale. Avec 112 m de hauteur maximale sur fondation, le barrage constitue une retenue de 320 Mm3 qui couvre plus de 900 hectares.
L’évacuation des crues est prévue à travers un seuil libre long de 25 m arasé en rive droite à la cote 745 NGM. Cet ouvrage permet l’évacuation de 826 m3/s.
La vidange du réservoir est assurée par un pertuis de fond qui restitue les débits immédiatement à l’aval de la voûte. Ce pertuis est dimensionné pour pourvoir vider la retenue en une quinzaine de jours. Le débit maximal transité est de l’ordre de 400 m3/s.

## Souk Marnissa
Le marché du jeudi matin ou Khemiss Marnissa est un rendez-vous traditionnel qui réunit au centre-ville près de 100 commerçants ambulants.
Son existence remonte à plusieurs siècles et il attire toute l'année de nombreux visiteurs presque 3000 chaque jeudi

## Jbel Tamchacht
Jibal Tamchacht est une montagne, Avec une altitude de 1 752 mètres. Tamchacht est située à proximité de la localité Tamedit et de la zone tribale Oulad Aïssa.

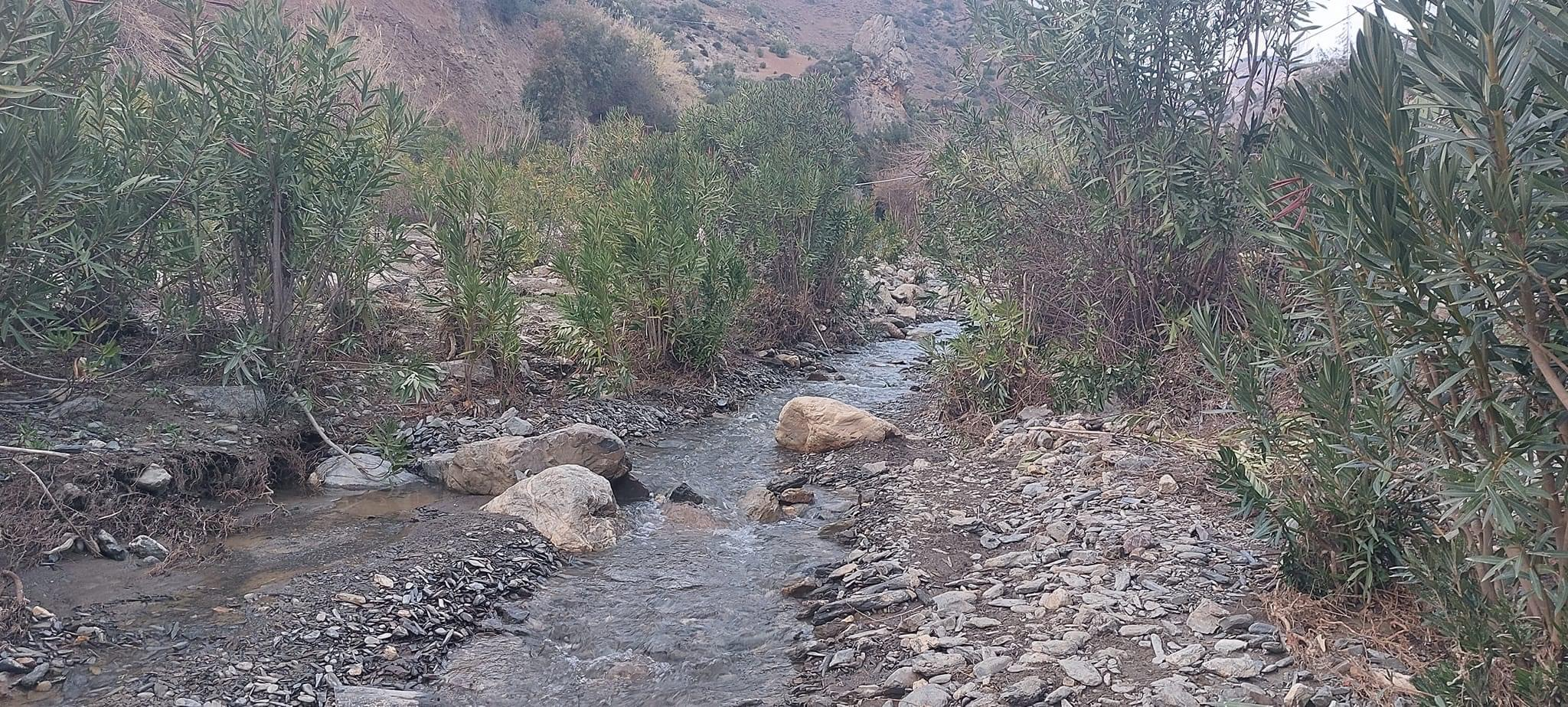
La rivière de Tamchacht

## Personnalités
- Abdeslam Radi, né le 28 février 1929 à Thar Souk est un athlète marocain spécialiste des courses de fond. Il est le premier médaillé olympique marocain, un géant de l'athlétisme marocain des années cinquante et soixante que la nouvelle génération connaît peu ou pas du tout. Pourtant, il était le premier qui a rehaussé le drapeau national en montant au podium en Italie,  en offrant au Maroc sa première médaille d'Argent olympique de son histoire lors des jeux olympiques organisés à Rome en 1960. Le feu Radi a remporté plusieurs championnats militaires dans les 5000 et 10 000 mètres. Il a notamment décroché une médaille d’or au Cross des Nations en Espagne en 1958 et celui d’Ecosse en 1959. Ce militaire de carrière n’aura pas eu tous les honneurs que lui confère son statut de premier marocain médaillé aux Jeux Olympiques. Il a été oublié pendant des décennies, et la misère lui a accompagné jusqu’à sa mort.

- Yassine Bounou, né le 5 avril 1991 à Montréal (Canada), est un footballeur international marocain évoluant au poste de gardien de but au Séville FC.

- M'hamed Ababou, il fut le plus jeune officier supérieur marocain de l'armée. Il est l'un des fils de Mohand ben Messaoud Ababou dit Cheikh Messaoud, qui fut proche d' Abdelkrim el-Khattabi et du docteur el-Khattib, tour à tour seigneur féodal de la tribu Gzenaya

- Youssef Fertout, est un ancien footballeur international marocain.
- Mohammed El Arouch, né le 6 avril 2004, est un footballeur professionnel français évoluant au poste de milieu de terrain au sein du club Botafogo.

## Économie
L'économie provinciale repose avant tout sur les richesses naturelles et principalement l'agriculture et l'élevage qui font travailler la majorité da la population rurale. 
L'activité agricole reste 18 fois plus importante que les services. Les margines d'olive, la réalisation incomplète des infrastructures d'assainissement et de traitement des déchets solides constituent les principales atteintes à la qualité de l'écosystème. Les exploitations agricoles sont petites (70.000, de 5 ha, en moyenne) et la moitié des terres sert à l'emblavement. En remède contre le stress hydrique en milieu semi-aride, lié au changement du climat, la part consacrée aux arbres fruitiers (figuiers, amandiers) et à l'oliveraie (un tiers) progresse fortement. Les cultures maraîchères, légumes secs (fèves, lentilles, pois) et fourrage occupent 15 % de la surface agricole utile. L'élevage est extensif et concerne 600.000 têtes, aux deux-tiers des ovins ou caprins. Chênes verts et Chênes lièges se partagent un domaine forestier fragile (40 000 ha), souvent défriché ou incendié pour donner place à la culture du cannabis. Les efforts de reboisement n'y suffisent pas.

## Zaouïa Sidi Ali Ben Daoud
Le Qotb Abou El Hassan Ali Ben Daoud El Marnissi, plus connu sous le nom de Sidi Ali Ben Daoud, est originaire de Rabat. Sa descendance est appelée Oulad Sidi Daoud et est établie dans le quartier de L'Alou ou Laälou. Il repose à douar zaouia de la fraction d'Oulad Brahim, non loin de Sidi Messaoud du douar Fertoun.
Autrefois, lors de sa fête, des milliers de Jbalas se rendaient à son Lamma. Chaque jour, 10 boeufs étaient sacrifiés, ainsi qu'un grand nombre de chèvres, de poules, et parfois des moutons, rares dans la région montagneuse. Le marché du jeudi était sous sa protection, et les femmes visitaient le Saint Sidi Ali Ben Daoud le vendredi, jour d'un petit marché local à Oulad Brahim.
Les riches Jbalas partaient en pèlerinage à La Mecque, souvent à bord de navires anglais. Les plus démunis faisaient des Lamma dans des lieux saints locaux, principalement à l'automne. Ils se rendaient notamment à Moulay Abdessalam (Beni Arouss-Jbel 3lem), Moulay Bouchta El Khammar (Sidi Mohamed Echaoui) à Fechtala, et à Sidi Ali Ben Daoud à Mernissa.

## Gastronomie
Un plat nommé la bissara, grande spécialité du coin, compose de fèves sèches ou de pois cultivés. Elle est accompagnée d’huile d’olive, de paprika, d’ail et d’oignon, ainsi que de sel, de poivre, de gingembre et de cumin.
Au Maroc, et selon les régions, la bissara est préparée à base de fèves sèches seules ou avec des pois cassés. Elle est servie avec du cumin, du paprika et un filet d'huile d'olive.